# 柴尔瓦诸圣堂
柴尔瓦诸圣堂（All Saints' Church, Childwall）是英格兰利物浦柴尔瓦区的一座圣公会教堂，属于圣公会利物浦教区。它是一座I级登录建筑，并且是该市现存唯一的中世纪教堂。

## 历史
该堂创建于14世纪，西部钟楼则建于1810–11年。堂内南北两侧走道各有一个小堂，均建于18世纪。

## 建筑
该堂用红色砂岩建造。